# Libnotes (Libnotes) invicta
Libnotes (Libnotes) invicta is een tweevleugelige uit de familie steltmuggen (Limoniidae). De soort komt voor in het Australaziatisch gebied.